# Binodoxys spiraea
Binodoxys spiraea är en stekelart som först beskrevs av Zhiming Dong och Wang 1993.  Binodoxys spiraea ingår i släktet Binodoxys och familjen bracksteklar. Inga underarter finns listade.